# 프란콜리세
프란콜리세(이탈리아어: Francolise)는 이탈리아 캄파니아주 카세르타도의 코무네다. 나폴리로부터 북서쪽으로 40km, 카세르타로부터 북서쪽으로 25km거리에 있다.